# 雨花台区
雨花台区（うかだい-く）は、中華人民共和国江蘇省南京市に位置する市轄区。

## 行政区画
- 街道:雨花街道、賽虹橋街道、西善橋街道、板橋街道、鉄心橋街道、梅山街道